# Ichneumon terminatorius
Ichneumon terminatorius là một loài tò vò trong họ Ichneumonidae.